# Under the Sign of the Black Mark
Under the Sign of the Black Mark – trzecia płyta szwedzkiego zespołu muzycznego Bathory. Wydana 11 maja 1987 roku.

## Lista utworów
1. "Nocternal Obeisance" - 1:28
2. "Massacre" - 2:39
3. "Woman of Dark Desires" - 4:06
4. "Call from the Grave" - 4:53
5. "Equimanthorn" - 3:42
6. "Enter the Eternal Fire" - 6:57
7. "Chariots of Fire" - 2:47
8. "13 Candles" - 5:17
9. "Of Doom..." - 3:45
10. "Outro" - 0:25

## Twórcy
- Ace "Quorthon Seth" Thomas Forsberg - śpiew, gitara, gitara basowa, produkcja, projekt okładki
- Christer Sandström - gitara basowa
- Paul Lundberg - perkusja
- Börje "The Boss" Forsberg - produkcja
- Gunnar Silins - zdjęcia
- Leif Ehrnborg - model